# Celestýn Opitz
Celestýn Opitz OH, křtěný Josef František (25. února 1810 Heřmánkovice – 7. prosince 1866 Vídeň) byl členem řádu milosrdných bratří. Byl magistr chirurgie a doktor medicíny. 

## Lékařská činnost
Stal se jednou z vůbec nejvýznamnějších postav světového lékařství díky operaci, kterou provedl 7. února 1847 v pražském špitálu milosrdných bratří Na Františku. Tato operace, která byla jako jedna z prvních na evropském kontinentu provedena v narkóze, tak umožnila vznik oboru anesteziologie. O slavné Mortonově demonstraci anestetických účinků éteru v Bostonu si přečetl buď ve Vídeňských novinách nebo dostal zprávu od kolegy řádového bratra.

## Pocty
V roce 1866 mu byl udělen rytířský kříž řád Františka Josefa I. 
Dne 18. června 2004 mu byla na budově obecního úřadu v Heřmánkovicích slavnostně odhalena pamětní deska.

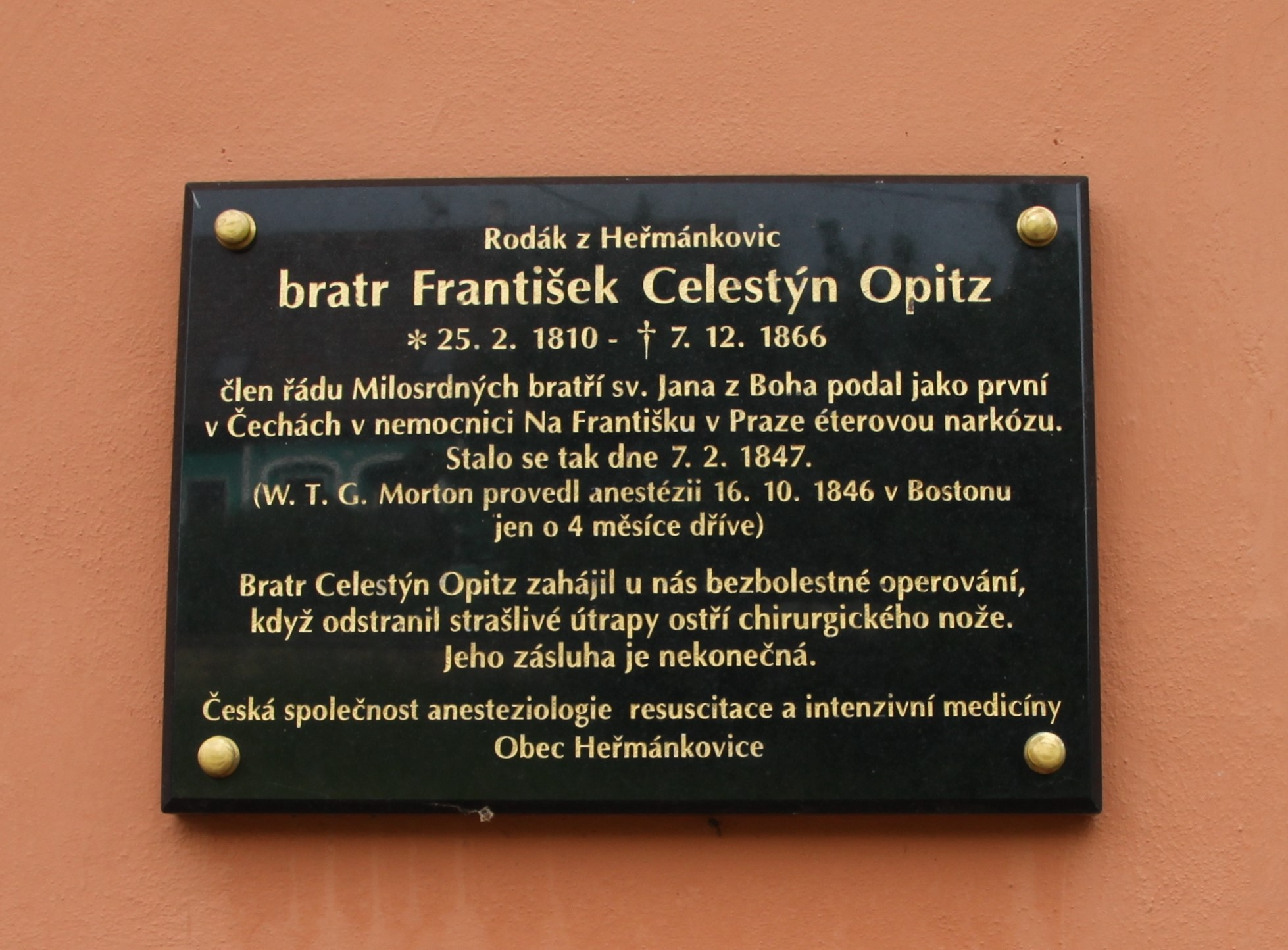
Pamětní deska F. Celestýnu Opitzovi

Od roku 2010 je řádem milosrdných bratří každoročně udělováno ocenění, které nese Opitzovo jméno. Cena Celestýna Opitze je udělována za vzor v péči o nemocné a potřebné.